# Batalla de la Poza de Santa Isabel
La Batalla de la Poza de Santa Isabel fue un combate naval ocurrido entre el 8 y 14 de junio de 1808, en la Bahía de Cádiz. En ella se enfrentaron la flota francesa del almirante François Étienne de Rosily-Mesros y las fuerzas navales españolas comandadas por el almirante Juan Ruiz de Apodaca, apoyadas por la artillería costera. El resultado fue una de las primeras victorias españolas en la Guerra de la Independencia Española en la más destacada de las escasas acciones navales de dicho conflicto.

## Antecedentes
Cuatro días después de la batalla de Trafalgar, el 25 de octubre de 1805, el almirante François Étienne de Rosily-Mesros llegó a Cádiz con la orden de Napoleón Bonaparte de sustituir a Pierre Charles Silvestre de Villeneuve en el mando de la escuadra combinada. Sin embargo, no llegó a tiempo porque Villeneuve se enteró de su relevo y salió del puerto a enfrentarse a Horatio Nelson, sufriendo su gran derrota. 
Después de Trafalgar quedaron en la bahía de Cádiz con bandera francesa los navíos de línea Heros, Algesiras, Pluton, Argonaute y Neptune y la fragata Cornelie. Fueron pertrechados con los escasos medios del arsenal de La Carraca para volver a la mar lo antes posible, mientras la diezmada escuadra española, con sus tripulaciones en un estado lamentable y sin haber recibido paga durante meses estaba mandada por el almirante Juan Ruiz de Apodaca.
Los franceses no pudieron abandonar la bahía por tres años debido al bloqueo del contraalmirante John Child Purvis con doce navíos. Originalmente a cargo del almirante Cuthbert Collingwood, el bloqueo fue muy débil al confiarse de la debilidad de la escuadra vencida, permitiendo que el comercio fuera normal. Finalmente, el almirante se fue a reforzar el bloqueo de Tolón y dejó una escuadra a cargo de Purvis. Durante ese tiempo, solo cuatro fragatas francesas, llamadas Hermione, Hortense, Rhin y Themis, lograron romper el cerco en febrero de 1806 y volver a Francia. Los barcos franceses fueron reparados rápidamente, sus tripulaciones completadas con los sobrevivientes de los navíos perdidos y avituallados con el exiguo material del Arsenal La Carraca. En cambio, los hispanos estaban mucho más dañados y tomó varios años su reparación. Finalmente, en febrero de 1808, sabedor de las cada vez más tensas relaciones entre españoles y franceses, el almirante Rosily decidió intercalar sus propios barcos con los hispanos para protegerlos, ya que su mayor poder de fuego garantizaba la inactividad de los españoles. Quedaban en el orden siguiente: Neptune (francés), Príncipe (español), Héros (francés), San Justo (español), L'Algésiras (francés), Montañés (español), Argonaute (francés), Terrible (español), Plutón (francés), San Fulgencio (español) y San Leandro (español).
En mayo, tras los sucesos de Bayona y el levantamiento de Madrid se encendió una mecha que puso al pueblo local contra sus antiguos aliados. Empezó a haber encontronazos y asesinatos, lo que llevó a Rosily a prohibirles a sus hombres el desembarco en el puerto.

## Motín
A su vez, Francisco María Solano Ortiz de Rozas, II marqués del Socorro, gobernador de Cádiz y capitán general de Andalucía, ordenó a las pequeñas embarcaciones del puerto vigilar a los franceses, reforzar las defensas en la costa e intensificar el patrullaje en las playas. Sin embargo, los gaditanos estaban molestos porque se seguía sin atacar a los franceses en la ciudad y el 29 de mayo ocurrió un motín en el que se asesinó al marqués acusándolo de afrancesado. En realidad, el marqués temía que todo ataque mal planeado a la escuadra francesa acabara en un desastre y cuando convocó a una junta de oficiales en su casa el día anterior a su muerte (entre los que destacaban el comandante general del departamento, Joaquín Moreno; el antiguo capitán general de Andalucía y príncipe de Monforte, Manuel Moncada y Oneto; el anterior gobernador militar, Tomás Morla; el teniente general Manuel Lapeña; el comandante en jefe de la escuadra en la ciudad, Juan Ruiz de Apodaca; el mariscal Juan Ugalde; Jerónimo Peinado; Narciso de Pedro y Juan del Pozo) todos le apoyaron en sus conclusiones militares.
Emitieron un bando esa misma noche. Decían que era muy aventurado declarar la guerra a Francia, que la tropa disponible apenas era suficiente para guarnecer las posiciones y no querían que milicias de descontrolados asesinasen a ciudadanos extranjeros inocentes. Reconocieron apoyar el movimiento insurrecto, mas querían estar seguros de que la junta formada en Sevilla solo seis días antes representaba a un gobierno legítimo y nacional, no una insurrección efímera, así que enviarían oficiales a esa ciudad y el mariscal Félix Jones haría levas en los pueblos vecinos. A la vez, recordaban que los verdaderos enemigos seguían siendo los ingleses, que bloqueaban el puerto y podían aprovechar el caos para tomar alguna posición. También se lamentaban por la actitud de sus monarcas, que mediante su actitud de entregarse al enemigo habían vuelto inútiles tantos sacrificios.
Pero al mismo tiempo, la junta sevillana, que se había titulado Junta Suprema de España e Indias, presidida por el antiguo secretario de estado Francisco de Saavedra, mandó al conde de Teba, Eugenio Eulalio Palafox Portocarrero, a exigir un ataque inmediato a la flota francesa, lo que exasperó los ánimos populares. El bando se publicó esa noche, pero una multitud obligó al marqués a anunciar una nueva junta de oficiales para la mañana siguiente y atacaba al cónsul francés Le Roy, quien debió refugiarse en el convento San Agustín y luego con la escuadra gala. En esa penumbra Rosily hizo fondear a sus barcos de la mejor forma para atacar a las posiciones españolas y envió botes para reconocer el caño del Trocadero, pero fueron detectados y el gobernador hizo ocupar aquella posición.
A la mañana siguiente una turba exaltada fue a la casa del marqués, protegida por una pequeña guardia militar. La multitud nombró voceros al ex fraile capuchino Pedro Pablo Olaechea y otros dos hombres, quienes entraron a la vivienda a exigirle dejar el mando. Como el gobernador se negó, uno de los negociadores llamó a asaltar el lugar. El joven capitán José de San Martín ordena una salva de advertencia pero de nada sirve, y su tropa es reducida. Luego la masa disparó un cañón del muro de la comandancia contra la puerta, derribándola. En el caos, el gobernador huyó por una terraza, donde intentó agarrarlo Olaechea, pero en el forcejeo el ex fraile cayó a su muerte. Solano se esconde en casa de su amigo, el comerciante irlandés Pedro Strange mientras la multitud destruye su casa y empieza a buscarlo hasta que una criada del comerciante lo delata. Es reducido y llevado a la plaza de los Pozos de las Nieves (actual Argüelles) para ser sentenciado a muerte. Durante el trayecto a la horca en la plaza San Juan de Dios es apuñalado en el estómago por un joven llamado Florentino Ibarra o Pizarro. Otro amigo suyo, Carlos Pignatelli, se abre paso entre la chusma y acaba con su agonía atravesándole el pecho con un sable. Luego el padre Antonio Cabrera convence al populacho de dejar el cuerpo en paz, pero durante la noche se producen saqueos en las casas de amigos del gobernador.
La Junta Suprema decidió nombrar gobernador a uno de sus miembros, el general Eusebio de Herrera y Rojas, para reconciliarse con las autoridades militares de Cádiz, pero los gaditanos eligieron al capitán general Tomás de Morla y Pacheco como nuevo gobernador de la ciudad y se le manda usar todos los medios disponibles para destruir o capturar a la escuadra francesa. El 30 de mayo, después de una reunión de autoridades, se mandó separar a los barcos españoles de los galos y prepararlos para el combate aunque oficialmente aún no habían empezado las hostilidades.
Rosily acepta la separación de los barcos pero se niega a entregarse, mientras Morla pide órdenes expresas de Sevilla de atacar a la flota. Esta última quedaba a tiro de fusil desde el fuerte San Luis.

## Fuerzas en combate
Las fuerzas españolas en la bahía incluían los navíos de línea Príncipe de Asturias (de 112 cañones), Terrible (74 cañones), Montañés (74 cañones), San Fulgencio (64 cañones) y San Leandro (64 cañones) y la fragata Flora (40 a 44 cañones).
Cada barco contaba con dos botes de 10 metros de eslora con capacidad para veintiséis hombres (insuficientes para toda la tripulación en caso de naufragio). Además, cada buque contaba con una lancha de fuertes maderas con 11 metros de eslora y 2,8 de manga, útil para desembarcos, transporte de víveres o personal y realizar aguadas, y a la que se podía agregar un cañón de 24 libras, un obús o pedrero para defenderse si intentaban abordarla y poder maniobrar con sus remos para ubicarse en las aletas o amuras de sus presas. Los seis grandes buques iban acompañados de diez faluchos, una gabarra, una balandra y doce lanchas o botes, todas embarcaciones artilladas, como fuerzas sutiles. Cuando se les sumaron las lanchas del arsenal llegaron a 45 organizadas en tres divisiones.
También estaban los navíos desarmados Castilla (60 cañones) y Miño (54 cañones) que no pudieron combatir.
El escuadrón de Rosily se componía de los navíos Neptune (80 cañones), L'Algésiras (80 cañones), Héros (74 cañones), Pluton (74 cañones) y Argonaute (74 cañones) y la fragata Cornélie (40 cañones).

## Batalla

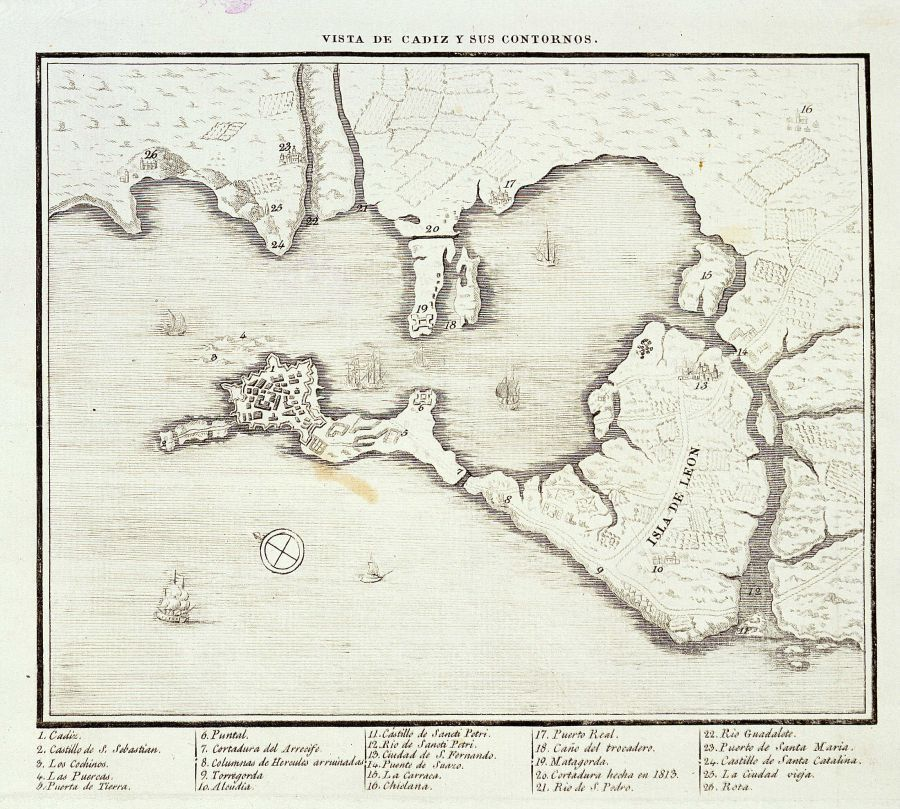
Mapa de Cádiz, hacia 1813.

Morla envió dos mensajeros a los ingleses para establecer una alianza y cesar las hostilidades. El almirante británico Purvis, a las órdenes de Collingwood, se ofreció a entrar con sus buques en la bahía para ayudar en la batalla. Morla, temeroso de que sus tradicionales enemigos generaran un nuevo Gibraltar, se negó diciendo: «esto era algo que debían hacer los españoles». Los ingleses se limitaron a dejar en préstamo una importante cantidad de pólvora y munición a los españoles y quedarse afuera de la bahía asegurando que ningún francés escapara.
Se hizo todo lo posible para organizar a los hispanos con los escasos medios del arsenal local. Se instalaron nuevas baterías en el canal norte del Trocadero y en el Molino de Guerra y se reforzaron las que había en Dolores, Casería de Ossio, Lazareto, San Carlos y Punta Cantera, los fuertes San Luis y Puntales, se arman dos buques para proteger el arsenal y se cierra el saco interno de la bahía con una cadena flotante. Al final se decide desmantelar el San Luis, que tiene solo 3 cañones y 2 morteros, y llevar su batería al fuerte Matagorda, en el Trocadero, que ya tiene otras 3 piezas. Rosily se dio cuenta de esto e intentó retrasar la batalla mediante cartas con las autoridades españolas ya que su única esperanza era la llegada del ejército imperial por tierra o hacerse con el arsenal. Debido a ello mueve sus naves a la Poza de Santa Isabel, una depresión circular de 300 metros de diámetro y 20 de profundidad ubicada en el centro de la bahía, a 500 metros de la playa Casería de San Fernando.
El espacio es muy estrecho para el correcto uso de los navíos españoles, así que decide dar prioridad a las cañoneras, que se ubicaron en la entrada de la bahía entre Matagorda y Puntales. Se organizaron como fuerzas sutiles en tres divisiones mandadas por Apodaca. Su plan era ubicarlas en primera línea seguidas por las bombarderas, fuera del alcance de los galos, y aún más atrás los botes auxiliares con tropas y pertrechos listos para abordar o sacar a remolque cualquier buque de la zona que se pudiera. El Príncipe de Asturias y el Terrible darían apoyo a la escuadrilla. También se organizó una serie de banderas para coordinar mediante señales los navíos, baterías y fuerzas sutiles.
El 6 de junio, el presidente Saavedra a través de la Junta de Servilla y en nombre de la nación española declaró la guerra a Napoleón. Morla ordenó los preparativos para el ataque y el 9 de junio envía una advertencia a los franceses instándoles a la rendición incondicional en dos horas o «…soltaré mis fuegos de bombas y balas rasas (que serán rojas si V.E. se obstina)». Rosily se negó a capitular y el ataque empezó con el fuego de las baterías y las cañoneras españolas. La lucha comienza a las 16:00 horas. Los galos, bien ubicados, lograron rechazar por cinco horas estos ataques. Dos cañoneras son hundidas y siete seriamente dañadas, sufriendo 4 muertos y 5 heridos. En cambio, los franceses centraron su artillería contra las baterías costeras, especialmente en Punta Cantera, desmontada por L'Algésiras después de sufrir 8 muertos y 26 heridos. La flota francesa padece 13 fallecidos y 51 heridos.
El 10 de junio en la mañana, Rosily intentó negociar con Morla un permiso para que su escuadra pudiera salir sin ser atacados por españoles ni británicos pero le fue negado. Durante la tarde los oficiales franceses se debaten entre atacar La Carraca, mal defendida o no. Temiendo encontrar una fuerte resistencia desisten del plan. Entre tanto, a los españoles se les estaba agotando la pólvora y no era posible un nuevo ataque como el primer día. Se optó por instalar nuevas baterías simuladas y se sumó al combate el navío Argonauta salido de La Carraca, aunque no podía atacar por la falta de pólvora. Para impedir a los franceses tomar ese arsenal se bloqueó su paso hundiendo el navío Miño y la urca Liberada, cerca de Punta de la Clica.
El 11 de junio Rosily propone entregar su armamento y arriar sus banderas a cambio de permitir a su escuadra salir pacíficamente de la bahía con sus tripulantes, pero de nuevo se le niega. Los españoles deciden instalar 30 cañones de 36 libras en una batería entre Casería de Osio y Fadricas, se alistan nuevas bombarderas y cañoneras y se amenaza con usar balas rojas al dejarse ver los humos de los hornillos de las baterías.
El 14 de junio se volvió a intimar a la rendición a Rosily, quien ordenó durante la mañana sustituir los pabellones franceses por españoles. En total se entregaron 3.676 prisioneros y un botín de 5 navíos de línea y una fragata, 442 a 456 cañones de 36 y 24 libras, 1.651 quintales de pólvora, 1.429 fusiles, 1.069 bayonetas, 80 esmeriles, 50 carabinas, 505 pistolas, 1.096 sables, 425 chuzos, 101.568 balas de fusil, cargas completas para los cañones y cinco meses de provisiones.

## Consecuencias
Después de la victoria, Saavedra envió una comisión encabezada por Morla a tratar con el gobierno de Londres. Este último, el 4 de julio, emitió una orden de cesar inmediatamente toda hostilidad entre británicos y españoles e iniciar una alianza contra Francia. Como diría el ministro de relaciones exteriores, George Canning: «Ya no recuerdo que la guerra ha existido entre España y Gran Bretaña. Toda nación que resista al exorbitante poder de Francia se convierte inmediatamente, y cualesquiera que hayan sido sus relaciones anteriores con nosotros, en aliado natural de Gran Bretaña». La Junta Suprema procedió a premiar a todos los participantes y ascender a todos los oficiales españoles.
Los prisioneros franceses fueron recluidos en los navíos desarmados Castilla y Argonauta, habilitados como pontones para prisioneros. De estos, 35 que no eran naturales de Francia se enlistaron en los batallones de Marina de la Armada Real. Posteriormente esos pontones se convirtieron en focos de enfermedades al quedar abarrotados con los prisioneros de Bailén. Sin embargo, algunos oficiales galos, como Rosily, fueron liberados bajo juramento de no combatir a los españoles, con la misión de llevar personalmente las noticias de la rendición a Napoleón. 

## Legado
Los barcos capturados fueron incorporados a la Armada Real, subiendo la moral de los hispanos. Estaban en perfectas condiciones y se sumaron al L'Atlas, navío de 74 cañones capturado intacto el 30 de mayo en Vigo.
Mucho se ha dicho que Trafalgar marcó la decadencia de la Armada Real, pero tres años después y sin contar los buques franceses capturados, seguía siendo el tercer poder naval del mundo con 37 navíos y 24 fragatas. Lo verdaderamente decisivo fue la guerra de independencia, donde se dio prioridad al ejército. La mayoría de los buques fueron desguazados por no poder mantenerlos económicamente y no se volvió a construir ninguno nuevo. Además, los astilleros y otras industrias relacionadas fueron saqueadas y abandonadas, los cañones fueron cedidos al ejército y los marineros, carpinteros de ribera, calafates y otros operarios capacitados para construir y reparar naves fueron reclutados en levas. Durante el conflicto, solo se construyeron las fragatas Cornelia y Carmen, la corbeta Abascal y los bergantines Alerta, Vengador y Voluntario, todos en La Habana o Cavite.
Sin su marina de guerra, le fue imposible a España mantener su imperio ultramarino. La debilidad fue tal que para reforzar a sus ejércitos en Perú, se compraron en 1818 navíos rusos pero causaron polémica por considerarse anticuados, ineficientes e insalubres. Además, en la camarilla real que orquestó la compra no participaron oficiales navales. Cuando trataron de cruzar el océano Atlántico algunos se hundieron, otros tuvieron que volver a Cádiz y otros se amotinaron, causando el fracaso de la expedición. Al morir Fernando VII la Armada española constaba de solo 3 navíos de línea (Heros, Soberano y Guerrero), 5 fragatas, 4 corbetas, 8 bergantines, 7 goletas y 8 embarcaciones ligeras.